# 笑顔 (いきものがかりの曲)
「笑顔」（えがお）は、いきものがかりの楽曲。自身の26作目のシングルとして、エピックレコードジャパンからCDシングル・デジタル・ダウンロードで2013年7月10日に発売された。

## 概要
2013年7月24日発売の6thアルバム『I』からの先行シングルとして、前作「1 2 3 〜恋がはじまる〜」から約1ヶ月ぶりに発売される2013年第2弾シングル。
本作はシングルでは「なくもんか」以来10作ぶりとなる2種リリースで、8月末まで発売される期間限定生産盤は、イーブイとピカチュウのイラストが描かれたジャケットとなっており、特典として「オリジナルポケモントレッタ『イーブイ』」「通常では覚えられない『うたう』を覚えたイーブイ引換券」が封入される。また、初回仕様限定盤には特典として「いきものカード035」が封入される（期間限定盤には付属されない）。
また、期間限定盤と通常盤は収録内容が異なっており、カップリング曲「ホントウノヒビ」とそのインストゥルメンタルバージョンは通常盤のみの収録となっている。期間限定盤はA面の『笑顔』とそのカラオケのみの収録のシングルとなっており、価格は映画のメインポケモンであるゲノセクトの図鑑ナンバー（No.649）にちなんで649円となっている。
オリコンチャートでは、初動売上のみで前作の累計売上を上回り、シングルでは「ありがとう」以来8作ぶりに2週連続TOP10入りを記録した。

## 収録曲
1. 笑顔 （5:00）
  - 作詞・作曲：水野良樹 / 編曲：亀田誠治

東宝配給映画『劇場版ポケットモンスター ベストウイッシュ 神速のゲノセクト ミュウツー覚醒』主題歌。また、フジテレビで放送されている動物番組『坂上どうぶつ王国』の挿入歌として使用されている。
映画には吉岡がイーブイの声優として参加しており[3]、それにちなんで期間限定盤の特典はイーブイに関係するものとなっている。同じ歌詞の繰り返しがなく、全部違うコトバでつくられている。
PVはメンバーを始めとする様々な人物のポートレートショットが連続で映し出されるというものと、吉岡が単独で出演して歌っているものの2種類存在する。通常バージョンに出演した人物は水野曰く「メンバーやPVの監督（三木孝浩）、制作ディレクターなどの個人的な人間関係をたどって選ばれた」とのことで[4]、ゲーム『ポケットモンスター』シリーズのディレクターである増田順一や安藤玉恵、野間口徹らが出演している。
『第55回日本レコード大賞』では5年連続で優秀作品賞を受賞し、12月30日の授賞式では編曲を手掛けた亀田が3年連続でサポートベーシストとして参加した。また、6年連続の出場となる『第64回NHK紅白歌合戦』でも披露され、劇場版ポケモンの主題歌が紅白で歌われるのは、1998年公開『ミュウツーの逆襲』の主題歌「風といっしょに」（小林幸子）以来15年ぶりとなる。
2. ホントウノヒビ （3:55）
  - 作詞・作曲：山下穂尊 / 編曲：江口亮
3. 笑顔 -instrumental-
4. ホントウノヒビ -instrumental-

## 収録アルバム
- I（#1）
- 超いきものばかり〜てんねん記念メンバーズBESTセレクション〜（#1, #2）

#2はボーナスディスク『超B面ばかり+メンバー泣きの三曲』に収録。